# Giải quần vợt Wimbledon 2023 - Đôi nam nữ khách mời
Nenad Zimonjić và Marion Bartoli là đương kim vô địch, nhưng chọn không bảo vệ danh hiệu cùng nhau. Zimonjić đánh cặp với Rennae Stubbs và bảo vệ thành công danh hiệu, đánh bại Greg Rusedski và Conchita Martínez trong trận chung kết, 6–2, 6–2. Bartoli đánh cặp với Mansour Bahrami, nhưng bị loại ở vòng bảng.

## Kết quả

### Từ viết tắt
| - Q = Vòng loại - WC = Đặc cách - LL = Thua cuộc may mắn - Alt = Thay thế - SE = Miễn đặc biệt | - PR = Bảo toàn thứ hạng - w/o = Thắng nhờ đối thủ rút lui trước trận đấu - r = Bỏ cuộc giữa trận đấu - d = Bị xử thua - SR = Xếp hạng đặc biệt |

### Bảng B
|    |                                 | Woodbridge Molik  | Bahrami Bartoli  | Enqvist Keothavong | Rusedski Martínez | RR T–B | Set T–B | Game T–B | Xếp hạng |
| B1 | Todd Woodbridge Alicia Molik    |                   | 2–6, 6–3, [10–6] | 2–6, 6–3, [10–5]   | 7–5, 2–6, [11–13] | 2–1    | 5–4     | 27–30    | 2        |
| B2 | Mansour Bahrami Marion Bartoli  | 6–2, 3–6, [6–10]  |                  | 2–6, 4–6           | 6–3, bỏ cuộc      | 1–2    | 2–4     | 21–24    | 4        |
| B3 | Thomas Enqvist Anne Keothavong  | 6–2, 3–6, [5–10]  | 6–2, 6–4         |                    | 5–7, 6–3, [10–12] | 1–2    | 4–4     | 32–26    | 3        |
| B4 | Greg Rusedski Conchita Martínez | 5–7, 6–2, [13–11] | 3–6, bỏ cuộc     | 7–5, 3–6, [12–10]  |                   | 2–1    | 4–3     | 26–27    | 1        |